# Gråkindad flygekorre
Gråkindad flygekorre (Hylopetes lepidus) är en däggdjursart som först beskrevs av Thomas Horsfield 1823.  Hylopetes lepidus ingår i släktet Hylopetes och familjen ekorrar. IUCN kategoriserar arten globalt som otillräckligt studerad. Inga underarter finns listade.
Denna flygekorre förekommer i Sydostasien på norra Borneo och Java. Den vistas där i olika slags skogar.
Med en genomsnittlig kroppslängd (huvud och bål) av 13,4 cm samt en svanslängd av cirka 12 cm är arten en ganska liten medlem i sitt släkte. Djuret har ungefär 2,6 cm långa bakfötter och cirka 1,9 cm stora öron. Kinderna samt svansen nära bålen är täckta av grå päls med en rosa skugga. Den röda andelen är tydligare jämförd med Hylopetes platyurus och inte lika intensiv jämförd med rödkindad flygekorre.
Honor kan para sig oberoende av årstiderna men mellan två parningstider kan ligga upp till 17 månader. En parningstid varar i 6 till 7 månader och under tiden blir nästan alla honor som ingår i populationen dräktiga. Dräktigheten varar i ungefär 40 dagar och sedan föds upp till fyra ungar.